# Дніпроагро
Футбольний клуб «Дніпроагро» (Синельникове) — український аматорський футбольний клуб з міста Синельникове Дніпропетровської області, заснований 31 серпня 2008 року. Виступає в Чемпіонат Дніпропетровської області. Переможець  Кубку Дніпропетровської області з футболу сезону 2018 року .

## Історія клубу
Футбольну команду «Дніпроагро» (Синельникове) було засновано 2008 року. Ініціатором його створення стали Василь та Євген Астіони. Команда отримала таку назву завдяки своєму головному спонсору — «Dnipro Agro Group [Архівовано 2 березня 2020 у Wayback Machine.]» — компанії, основним напрямком діяльності якої є виробництво, зберігання та продаж зернових та олійних культур в Дніпропетровській області.

### Перемога в Кубку Дніпропетровської області 2018
У 1/16 фіналу Кубку Дніпропетровської області на шляху трапився вільногірський «Титан», який був обіграний з рахунком   0:3.
Матч 1/8 фіналу з Дніпровською «Альфа і Омега» завершився розгомом  0:5 на користь «Дніпроагро».
Стадія 1/4 фіналу складалася з двох матчів, а суперником синельниківців була команда «Модерн-Експо» (Верхньодніпровськ). В обидвох матчах сильнішими були футболісти «Дніпроагро»: 5:0   дома, та 2:6   на виїзді.
1/2 фіналу. «Енергія» (Придніпровськ)  Це дуже запекла боротьба. У першому матчі синельниківці перемагають придніпровців. Але «Енергія» відповіла 0:1 у наступному матчі. По сумі двох матчів у фінал турніру пройшла команда «Дніпроагро». 
17 жовтня 2018 року «Дніпроагро» у двобої з томаківським клубом «Скорук» став переможцем Кубку Дніпропетровської області 2018. Основний час гри команди завершили з рахунком 1:0. На 63 хвилині гри, Ярослав Ткаченко забив вирішальний м'яч.

#### Матчі
| 1/16 27.05.2018 | «Титан» | 0 — 3    | «Дніпроагро»                    | Вільногірськ                       |  |
| 17:00           |         | Протокол | Докукін 20', 35' Зеленський 44' | Стадіон: «Вільнгірськ» Глядачі: 50 |  |

| 1/8 25.06.2018 | «Альфа і Омега» | 0 — 5    | «Дніпроагро»                                                   | Дніпро                                    |  |
| 19:30          |                 | Протокол | Журавель 44' Ткаченко 67' Докукін 71' Зеленський 77' Шишка 81' | Стадіон: «Олімпійскі Резерви» Глядачі: 50 |  |

| 1/4 (1-й матч) 04.08.2018 | «Дніпроагро»                                         | 5 — 0    | «Модерн-Експо» | Синельникове                      |  |
| 18:00                     | Бодня 26' Лисогор 43' Коваленко 51', 56', 90' (пен.) | Протокол |                | Стадіон: «Локомотив» Глядачі: 350 |  |

| 1/4 (2-й матч) 22.08.2018 | «Модерн-Експо»                | 2 — 6    | «Дніпроагро»                                                | Верхньодніпровськ               |  |
| 18:00                     | Гравці «Модерн-Експо» 8', 26' | Протокол | Коваленко 8', 26' Дмитрієв 43' Швець 51' Кравченко 56', 80' | Стадіон: «Авангард» Глядачі: 50 |  |

| 1/2 (1-й матч) 16.09.2018 | «Енергія»             | 1 — 2    | «Дніпроагро»            | Дніпро                                     |  |
| 18:00                     | Гравець «Енергії» 30' | Протокол | Докукін 44' Шаповал 85' | Стадіон: «Олімпійскі Резерви» Глядачі: 250 |  |

| 1/2 (2-й матч) 06.10.2018 | «Дніпроагро» | 0 — 1    | «Енергія»                    | Синельникове                      |  |
| 15:00                     |              | Протокол | Гравець «Енергії» 86' (пен.) | Стадіон: «Локомотив» Глядачі: 250 |  |

| Фінал 17.10.2018 | «Дніпроагро»                                                                                   | 1 — 0    | «Скорук»                                  | Дніпро                                                          |  |
| 18:00 17 °C      | Ярошененко 40' Ткаченко 63' Докукін 79' Жигалін 89' Ткаченко 90' Коваленко 90+2' Ярошвич 90+3' | Протокол | Гравець «Скорук» 58' Гравець «Скорук» 83' | Стадіон: «Олімпійські Резерви» Глядачі: 1000 Суддя: Буяшов Олег |  |

## Досягнення клубу
- Друга ліга чемпіонату Дніпропетровської області з футболу
  -  Бронзовий призер (1): 2016;

- Перша ліга чемпіонату Дніпропетровської області з футболу
  -  Срібний призер (1): 2017;

- Кубок Дніпропетровської області з футболу
  -  Переможець (1): 2018;

## Склад команди

### Основний склад
Станом на 1 жовтня 2018 року відповідно до офіційної заявки на сайті ФФДО
| №  | Поз. | Нац.    | Гравець          |
| -- | ---- | ------- | ---------------- |
| 1  | ВР   | Україна | Ярошевич Микола  |
| 3  | ЗХ   | Україна | Сиротей Сиротей  |
| 15 | ЗХ   | Україна | Ярошенко Іван    |
| 13 | ЗХ   | Україна | Шаповал Сергій   |
| 5  | ЗХ   | Україна | Жигалін Юрій     |
| 22 | ПЗ   | Україна | Кравченко Дмитро |
| 17 | ПЗ   | Україна | Шишка Владислав  |
| 7  | ПЗ   | Україна | Бодня Євген      |
| 20 | НП   | Україна | Коваленко Максим |
| 23 | ПЗ   | Україна | Журавель Михайло |

| №  | Поз. | Нац.    | Гравець             |
| -- | ---- | ------- | ------------------- |
| 11 | ПЗ   | Україна | Докукін Вдалислав   |
| 10 | НП   | Україна | Ткаченко Ярослав    |
| 4  | ЗХ   | Україна | Швець Єгор          |
| 24 | ЗХ   | Україна | Бабицький Олександр |
| 12 | ЗХ   | Україна | Наконечний Олексій  |
| 9  | НП   | Україна | Лисогор Артур       |
| 14 | ПЗ   | Україна | Дмитриєв Андрій     |
| 8  | НП   | Україна | Тимофєєв Єгор       |
| 18 | ЗХ   | Україна | Фетісов Євен        |

## Головні тренери
| Період    | Ім'я             | Трофеї                                      |
| --------- | ---------------- | ------------------------------------------- |
| 2008—2017 | Олександр Родзін |                                             |
| 2017—2018 | Андрій Калько    | 1 Кубок Дніпропетровської області з футболу |
| 2018—2019 | Олександр Родзін |                                             |
| 2019—     | Андрій Калько    |                                             |

## Символіка

### Емблема
Першою емблемою клубу «Дніпроагро» був зерноподібний овал червоного, фіолетового, жовтого, зеленого та чорного  кольорів із фіолетовою оконтовкою, у центрі якого був футбольний м'яч. Затверджено дану емблему в серпні 2008 року.
5 березня 2018 року «Дніпроагро» представив новий логотип, який розробив київський дизайнер Олексій Недождій.

### Кольори клубу
| Червоний | Чорний |